# Kodeks drezdeński (Majowie)

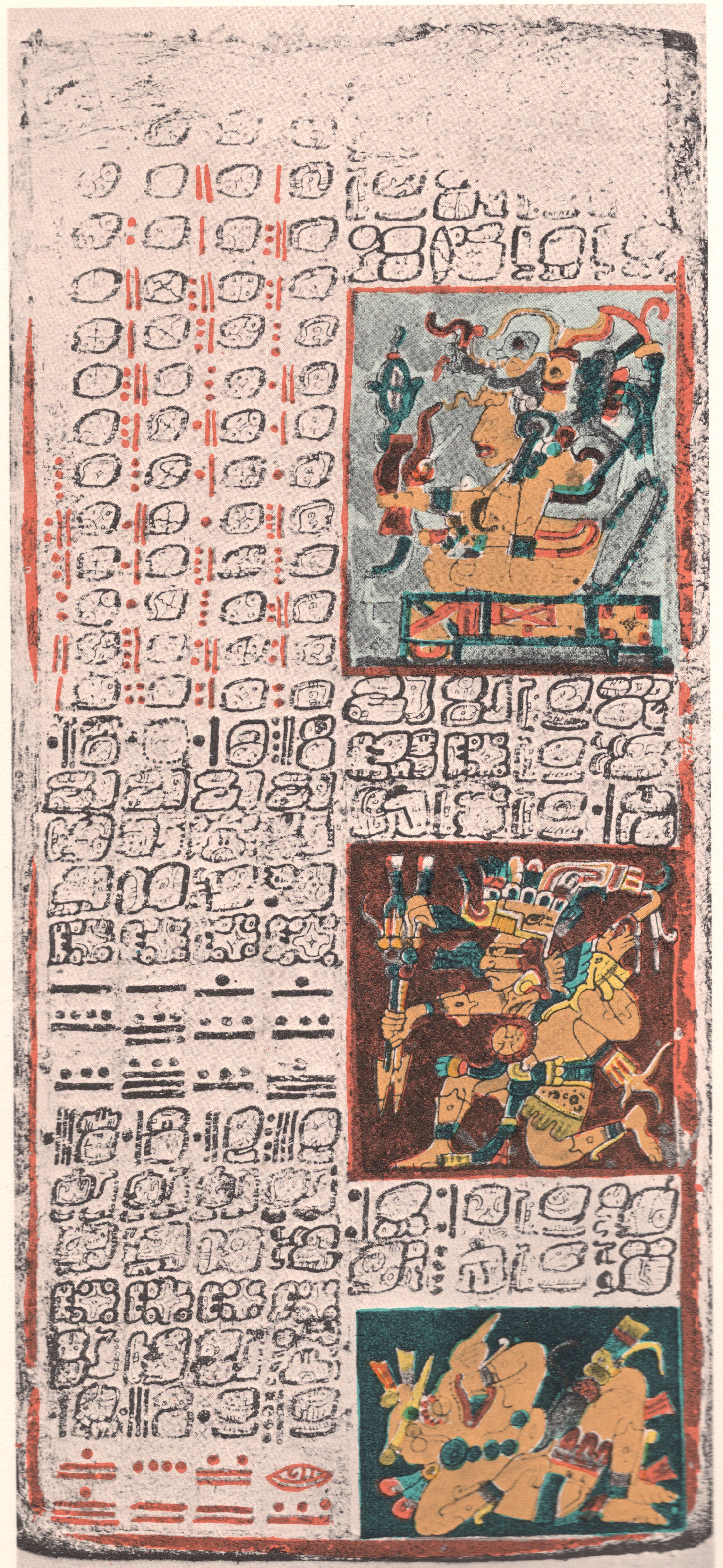
Strona z Kodeksu Drezdeńskiego

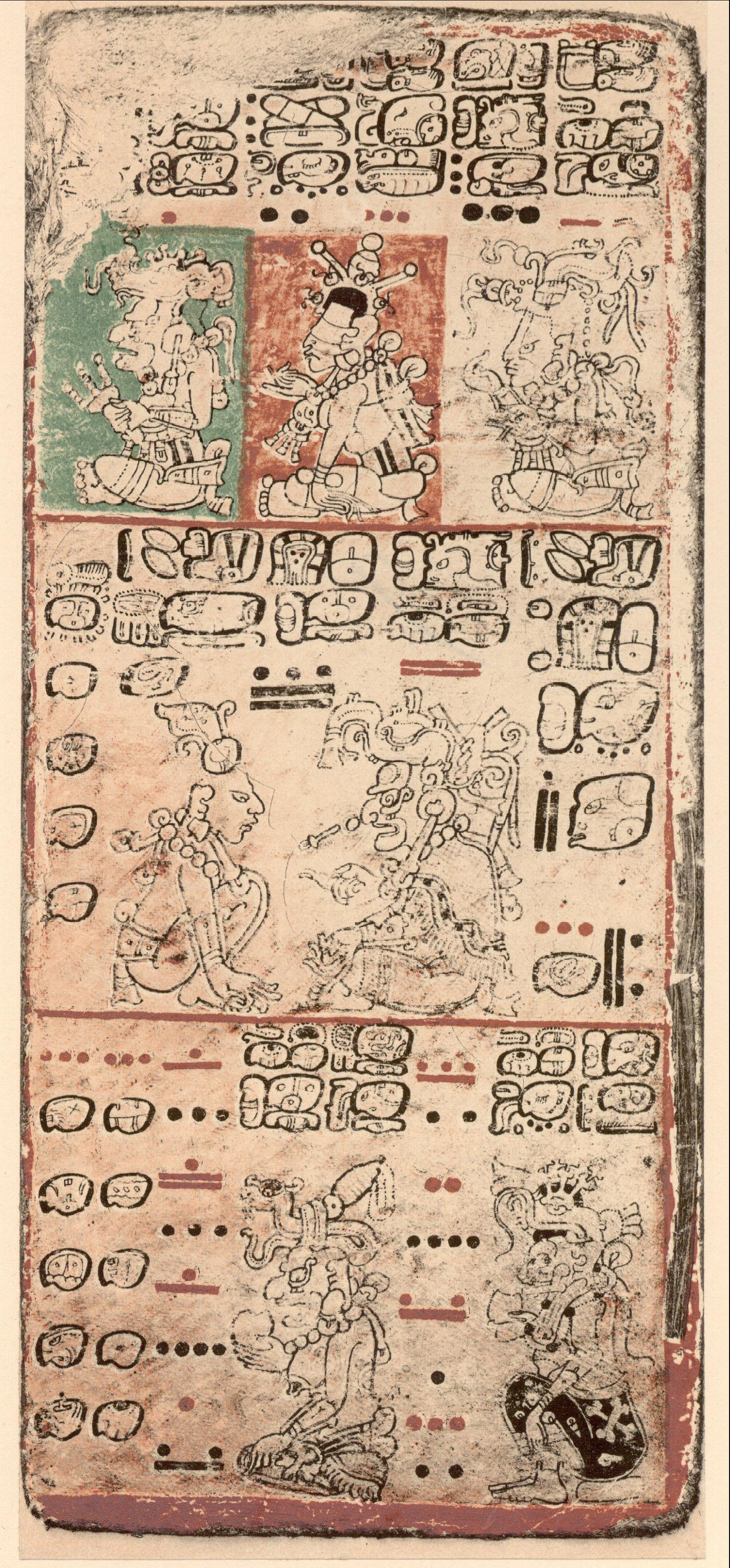
Strona 9 z Kodeksu Drezdeńskiego

Kodeks drezdeński – oryginalny, majański, rękopiśmienny dokument, zabytek cywilizacji Majów, zawierający informacje astronomiczne.
Kodeks drezdeński powstał w latach 1200–1250 i był prawdopodobnie kopią wcześniejszego rękopisu pochodzącego z V-IX wieku. Jako jeden z czterech kodeksów przetrwał okres niszczenia majańskich ksiąg przez hiszpańskie duchowieństwo katolickie (1561). Prawdopodobnie został wysłany w 1519 przez Hernána Cortésa jako hołd dla króla Hiszpanii Karola I, który jednocześnie jako Karol V był cesarzem rzymskim, i arcyksięciem Austrii. Tą drogą kodeks pojawił się w Wiedniu, gdzie w 1739 Johann Christian Goetze, dyrektor Królewskiej Biblioteki Saksonii, nabył go od prywatnego właściciela i w 1744 przewiózł do Drezna.
Podczas II wojny światowej, w czasie nalotu bombowego na Drezno biblioteka została poważnie zniszczona, a wraz z nią ucierpiał i sam kodeks. Dwanaście stron kodeksu zostało uszkodzonych i wszystkie napisy w lewych narożnikach stron zostały zupełnie wymazane. Kodeks został umieszczony w specjalnej szklanej gablocie, gdzie znajduje się do dziś.

## Opis i treść
Kodeks drezdeński jest uważany za najpiękniejszy ze wszystkich czterech i co najważniejsze – kompletny. Wykonany jest na tzw. papierze amatl (w języku Nahua, we współczesnym języku Majów kopo – w klasycznym języku Majów najprawdopodobniej huun lub hun), z kory drzew rodzaju Ficus, gotowanej do uzyskania włóknistego materiału, następnie spłaszczanego i pokrywanego warstwą wapna palonego, o charakterze stiuku. Złożony jest w formie harmonii i pokryty pismem i malunkami na obu stronach. Forma taka daje 74 stron długości, doskonałej jakości malunków w kolorze czerwonym, czarnym i błękitnym.
Kodeks został napisany przez ośmiu różnych skrybów, czego dowodem są różne indywidualne style, charakter pisma i poruszane tematy. Napisany jest hieroglifami. Treść kodeksu zawiera bardzo dokładne obliczenia astronomiczne, almanachy i dzienne rachunki pomocne w proroctwach i obrzędach religijnych oraz dwie astronomiczne i astrologiczne tabele. Jedna z nich dotyczy zaćmień Słońca i ruchu planety Wenus oraz proroctw dotyczących każdego 20 dniowego miesiąca. W kodeksie można znaleźć również informacje na temat rolnictwa i jego powiązania z kalendarzem Majów, teksty o chorobach, medycynie, pozornie połączonych konstelacjach, planetach i księżycu a w końcu i o sezonach deszczowych.

## Historia publikacji
Pierwsza wzmianka na temat Kodeksu drezdeńskiego ukazała się w 1796
W 1810 Aleksander von Humboldt opublikował sławny atlas autorstwa Josepha Friedricha pod tytułem Vues des Cordillères et monuments des peuples indigènes de l'Amerique. Na jednej z płyt umieszczono pięć stron kodeksu. Rysunki te zostały opublikowane przez wicehrabiego Kingsborough w dziele pt. Starożytny Meksyk (1830–48). Wicehrabia Edward King błędnie przypisał kodeks Aztekom. Dopiero w 1829, Constantine Samuel Rafinesque (1783–1840) zidentyfikował je jako kodeksy Majów.
Pierwsza naukowa edycja kopii kodeksu z komentarzem została wydana przez dyrektora Królewskiej Biblioteki w Dreźnie – Ernsta Förstemanna w Lipsku w 1880. Były to chromolitograficzne czarno-białe obrazy, które zostały ponownie wykorzystane we wznowionej edycji w 1892. W 1901 do edycji dodano niemieckie komentarze.
Najbardziej kompletną pracą dotyczącą Kodeksu drezdeńskiego jest komentarz Erica Thompsona z 1972 oraz praca opublikowana przez instytut Fondo de Cultura Económica z Hiszpanii pt. Commentarios Codice de Dresde.